# Gastone Rossi Doria
Gastone Rossi Doria (Roma, 3 novembre 1899 – Roma, 4 aprile 1958) è stato un musicologo e compositore italiano.

## Biografia
Si laurreò in filosofia con una tesi sull'estetica del dramma musicale e fu allievo in composizione musicale di Gian Francesco Malipiero.

Sul versante musicologico della sua attività, scrisse saggi e  studî di rilievo pubblicandoli su giornali e riviste specializzate come «Il pianoforte», «La rassegna musicale», «Musica» ed altre, o li raccolse in volumi, tra cui «Il libro della musica», pubblicato a Firenze nel 1940.
Come compositore scrisse sia lavori sinfonici che cameristici.

Dal 1929 fu redattore per la sezione musicologica dell'Enciclopedia Treccani, per la quale scrisse alcune delle più esaurienti voci: Musica, Opera, Gluck, Wagner. Collaborò anche al Dizionario Enciclopedico Italiano nel medesimo ambito musicale.

Durante la seconda guerra mondiale si iscrisse al Partito d'Azione e prese parte alla Resistenza; durante l'occupazione tedesca per questa attività clandestina venne catturato e messo in carcere. Nel dopoguerra fu nominato “Commissario Governativo” al Conservatorio di Santa Cecilia per gli anni dal 1944 al 1947, svolse inoltre l'attività di “Consulente musicale” della Rai.